# Fraxinus profunda
Fraxinus profunda (Bush) es una especie de árbol perteneciente a la familia Oleaceae.

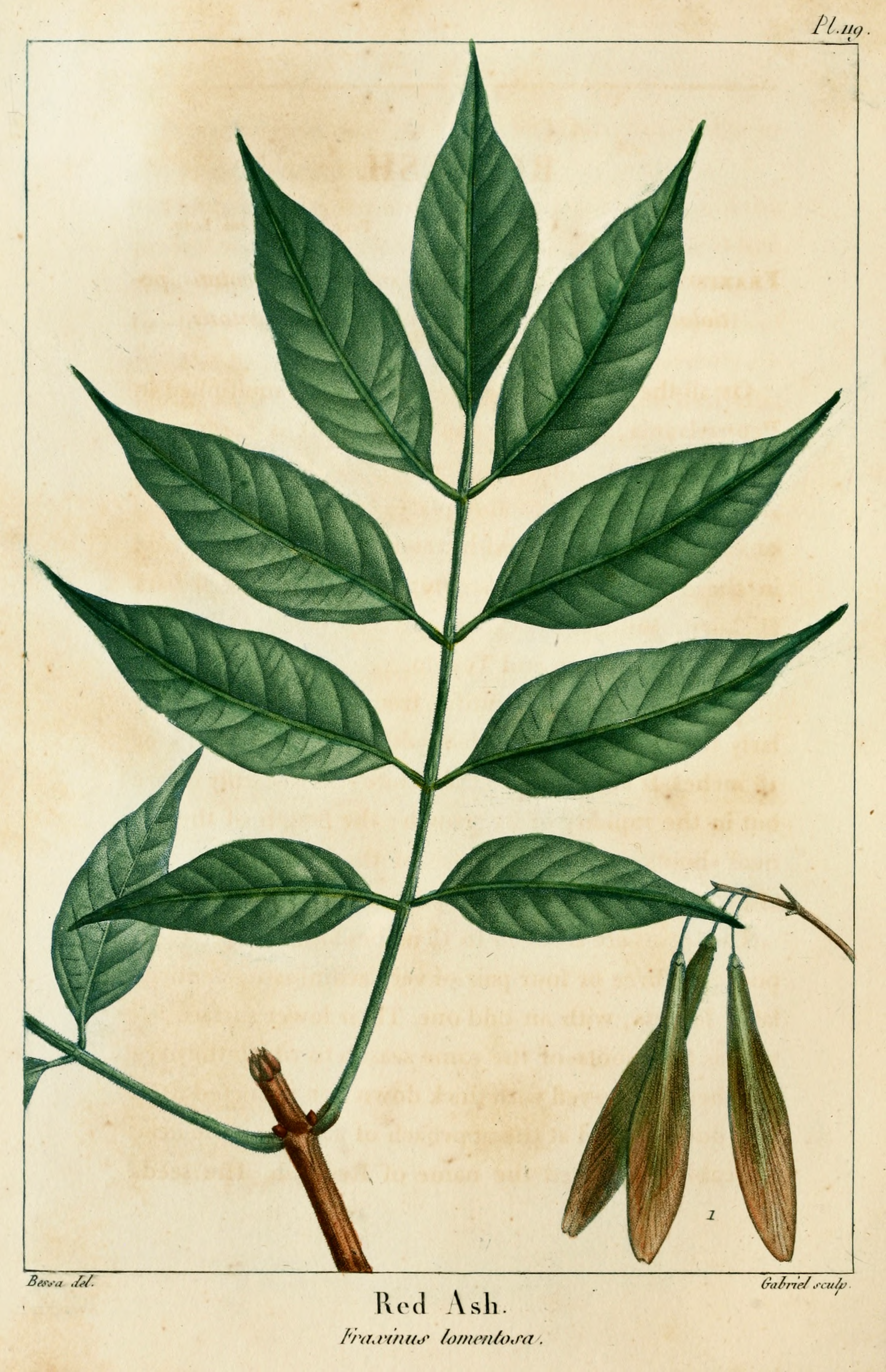
Ilustración

## Hábitat
Es nativo del este de Norteamérica, principalmente en los Estados Unidos, con una distribución dispersa en la llanura costera del Atlántico y el interior de las tierras bajas de los valles de los ríos del sur Maryland, noroeste de Indiana, al sureste hasta el norte de Florida, al suroeste y el sureste de Misuri a Luisiana, y también a nivel local en el extremo sur de Canadá en el Condado de Essex, Ontario.

## Descripción
Es un árbol de tamaño mediano, caducifolio que alcanza los  12-30 m de altura con un tronco de hasta 1 m de diámetro.  La corteza es gris, espesa y fisurada.  Los brotes de invierno son de color marrón oscuro a negruzco, con una textura aterciopelada. Las hojas son opuestas, pinnadas, con 7-9 foliolos; cada hoja tiene 25-40 cm de largo, los foliolos de 8-20 cm de longitud y 5-8 cm de ancho, con un margen finamente dentadas. Los foliolos tienen un breve peciolo.  Las flores se producen en panículas en la primavera, poco antes de las hojas nuevas, son poco de color verde-morado y son polinizadas por el viento.  El fruto es una sámara, es el más grande de toda América del Norte con 5-8 cm de largo, con una sola semilla con un ala alargada apical amplia de 9 mm.

## Ecología
Se produce principalmente en los pantanos. Es una planta que sirve de  alimento para las larvas de varias especies de lepidópteros; véase la lista de Lepidoptera que se alimentan de fresnos. También está seriamente amenazado por la invasoras de Asia barrenador esmeralda de fresnos.

## Taxonomía
Fraxinus profunda fue descrita por (Bush) Bush y publicado en Garden & Forest 10(514): 515. 1897.
Etimología
Ver: Fraxinus
profunda: epíteto latíno que significa "profunda"
Sinonimia
- Fraxinus michauxii Britt.
- Fraxinus tomentosa Michx.f.[9]
- Calycomelia profunda (Bush) Nieuwl.
- Calycomelia tomentosa Kostel.
- Fraxinus americana var. profunda Bush
- Fraxinus pennsylvanica var. profunda (Bush) Sudw.
- Fraxinus pennsylvanica subsp. profunda (Bush) A.E.Murray
- Fraxinus profunda var. ashei E.J.Palmer
- Fraxinus tomentosa var. ashei (E.J. Palmer)[10][11]